# C.A. Peñarol
Club Atlético Peñarol je urugvajski športski klub iz Montevidea. Klub je osnovan 13. prosinca 1913.
Najveći uspjesi kluba su, uz čak 50 naslova državnih prvaka, osvajanje tri Interkontinentalna kupa, te pet Copa Libertadoresa. Peñarol svoje domaće utakmice uglavnom igra na Estadio Campeón del Siglo. Tradicionalne boje kluba su žuta i crna, prema željezničkim znakovima. 

## Uspjesi
Urugvajska prva liga:
- Prvaci (52): 1900., 1901., 1905., 1907., 1911., 1918., 1921., 1928., 1929., 1932., 1935., 1936., 1937., 1938., 1944., 1945., 1949., 1951., 1953., 1954., 1958., 1959., 1960., 1961., 1962., 1964., 1965., 1967., 1968., 1973., 1974., 1975., 1978., 1979., 1981., 1982., 1985., 1986., 1993., 1994., 1995., 1996., 1997., 1999., 2003., 2010., 2013., 2016., 2017., 2018., 2021., 2024.

Copa Libertadores:
- Prvaci (5): 1960., 1961., 1966., 1982., 1987.

Interkontinentalni kup:
- Prvak (3): 1961., 1966., 1982.
- Finalist (2): 1960., 1987.

## Bivši igrači
- Carlos Riolfo, osvajač svjetskog prvenstva 1930.
- Julio Abbadie

## Vanjske poveznice
- Službena stranica (šp.)